# No wave
La no wave fu un movimento artistico sviluppatosi dalla fine degli anni settanta ai primi anni ottanta a New York e che trovò il suo apice espressivo nell'arte contemporanea, nella musica underground, nella videoarte, nella performance art e nel cinema con la realizzazione di film in super 8 millimetri e 16 millimetri.

## Storia
Il termine no wave venne coniato all'interno della sottocultura punk con intenti satirici, al fine di rigettare tutti quegli elementi commerciali e generalmente legati alla cultura popolare spesso presenti nella musica new wave in particolare criticando i contratti stipulati da gruppi come i Talking Heads con le major e il frequente uso di riff di chitarra in stile Chuck Berry della scena new wave newyorkese di fine anni settanta. Il termine iniziò ad essere usato in seguito al concerto del 1981 "New York/New Wave" che vide come curatore l'artista Diego Cortez. Il movimento, che durò per un tempo relativamente breve, influenzò profondamente lo sviluppo della futura musica, del cinema indipendente e delle arti visive.

## Musica
La contrapposizione di questa scena alla cultura mainstream del periodo, ovvero la new wave, portò alla nascita e allo sviluppo di nuove band come Teenage Jesus & the Jerks, Mars, DNA e Contortions le cui opere vennero poi raccolte in una nota compilation, No New York, prodotta da Brian Eno (1978).
Stilisticamente gli elementi che ne caratterizzano la musica furono la ricerca dell'atonalità nelle voci e della cacofonia nell'accompagnamento, la ripetitività dei riff di chitarra, un particolare uso degli strumenti (che vengono percossi più che suonati) e i testi riguardanti il rifiuto dei valori convenzionali del sistema. I diversi gruppi e artisti si mossero comunque in direzioni differenti: funky (Contortions, Liquid Liquid), blues, teatro e spoken word (Lydia Lunch, Mofungo), free jazz (DNA, Rudolph Grey, Robin Crutchfield), minimalismo (Glenn Branca, Rhys Chatham, Jeffrey Lohn), cacofonia (Mars, i primi Swans), dada punk anarchico (God Is My Co-Pilot, Half Japanese), noise (Dead C), avant punk (Built on Guilt, The Avant Squares, Red Decade, Ad Hoc Rock, Smoking Section, Avoidance Behaviour).

### Eredità
Negli anni successivi questo approccio influenzò la scena musicale di New York, dai gruppi noise (Sonic Youth, Helmet, Live Skull), industrial, grunge, post-rock (Slint, Cop Shoot Cop, Xiu Xiu, Mogwai), punk-funk (Liars, Erase Errata, Ex-Models, Yuri Landman).
Negli anni novanta si assistette alla rinascita del genere soprattutto grazie all'etichetta americana Skin Graft Records. Questa variante post moderna del genere, forse meno "oscura", più ludica e anarchica rispetto a quella nata nella New York dei primi anni '80, viene spesso definita dalla stampa specializzata con il termine now wave. Tra le band e i musicisti più significativi si ricordano Zeek Sheck, Quintron, Miss Pussycat, U.S Maple, The Flying Luttenbachers, Lake of Dracula, Yona-kit, You Fantastic!, Ufo or Die, Melt-Banana, Monitor Radio, Colossamite, Flossie and the Unicorns, Zzzzz, Cheer-Accident, Ruins, Akaten, Omoide Hatoba, Mount Shasta, Ubzub, Bobby Conn, Zeni Geva, Space Streakings, Miss Murgatroid, Secret Chiefs 3, Men's Recovery Project, Duotron, Claw Hammer.

## Cinema
Anche nel cinema underground si ebbero espressioni del movimento a partire da un progetto nato nelle zone di Tribeca e nell'East Village finanziato da Colab fra il 1978 ed il 1985, producendo in questi anni una serie di film a basso budget, spesso descritti come film guerriglia, che pur ponendosi in relazione di continuità con il precedente cinema sperimentale americano, trovava ispirazione nel film di serie B, nel cinema noir e nel cinema pornografico. Fra gli autori associati al movimento vi erano Charlie Ahearn, Manuel De Landa, Vivienne Dick, Eric Mitchell, James Nares, Amos Poe, Susan Seidelman e Casandra Stark. Il cinema no wave ebbe in seguito un impatto significativo sulla scena newyorkese del Cinema della trasgressione a cui aderirono Scott B and Beth B, Richard Kern, Nick Zedd, Tessa Hughes Freeland e sulla nuova generazione di cineasti indipendenti di New York come Jim Jarmusch, Tom DiCillo, Steve Buscemi e Vincent Gallo.

### Artisti visivi
- Stefan Eins
- John Fekner
- Isa Genzken
- Kim Gordon
- Barbara Ess
- Jenny Holzer
- G. H. Hovagimyan
- Mike Kelley
- Barbara Kruger
- Thomas Lawson
- Robert Longo
- Joseph Nechvatal
- Tom Otterness
- Tony Oursler
- Richard Prince
- Judy Rifka
- Kiki Smith
- Wolfgang Staehle
- David Wojnarowicz
- Peter Fend
- Wolfgang Staehle

## Impatto culturale

### Influenze no wave in Italia
In Italia la No wave degli anni settanta ed ottanta viene in qualche modo, anche erroneamente, associata alla new wave e al post-punk. Tra i vari gruppi legati al filone si ricordano gli Hi-Fi Bros (il cui album d'esordio per la bolognese Italian Records è prodotto da Arto Lindsay dei D.N.A.), i Bisca (dediti ad un funky bianco alla Contortions), i Gaznevada e i genovesi Scortilla. Sono però soprattutto i gruppi degli anni ottanta ad avvicinarsi alle sonorità e ai tempi tipici della No wave internazionale: i toscani Rinf (con il mini-LP omonimo del 1983), i Franti (con Il giardino delle quindici pietre), i Pankow (Freiheit Für Die Sklaven). Nel 2013 è uscita una compilation su Spittle Records, in formato LP con CD allegato, intitolata Italia No! e che ha il pregio di documentare e delimitare quelle che potevano essere le reali influenze No wave nella scena italiana dei primi anni ottanta.
Successivamente l'eredità della No wave viene raccolta da gruppi appartenenti a diversi generi musicali, dal noise (Massimo Volume con Lungo i bordi, Marlene Kuntz con Il vile, Uzeda con Different section wires) all'industrial (Templebeat con Media sickness e Technogod con Hemo Glow Ball), dal Grunge (Afterhours con Hai paura del buio) al Post-rock (Bron y aur e To the Ansaphone con gli omonimi album e gli Zu con Igneo).
Alla fine degli anni '90 parecchie band e musicisti italiani, gravitanti intorno ad etichette indipendenti come Wallace Records, Snowdonia Dischi e Bar La Muerte hanno inciso dischi ascrivibili al genere. Tra queste: Allun, Maisie, Culonegro, Bz Bz Ueu, Gi Gasparin, Bebe Rebozo, Sprut (quest'ultimo uscito con la label Tzadik di proprietà di John Zorn), Gi-Napajo, Ghostchildren, Nando Meet Corrosion, Confraternita Felice Pesavento. La rivista musicale Blow Up in un articolo apparso sul n. 19 del dicembre 1999 inquadrava il genere con la definizione di Ricottina Wave, accomunando il "movimento" italiano alla coeva scena gravitante intorno all'americana Skin Graft Records.

## Film sul No wave
- 2004 - Kill Your Idols di Scott Crary